# زاهي خوري
زاهي خوري هو رجل أعمال ورجل أعمال فلسطيني أمريكي، اشتهر بمشاركته في العديد من المشاريع التجارية في الأراضي الفلسطينية.

## سيرة

### الحياة المبكرة والتعليم
وُلِد خوري في عائلة مسيحية فلسطينية عام 1938 في مدينة يافا، التي كانت آنذاك جزءًا من فلسطين الانتدابية. فرّت عائلته من المدينة أثناء الحرب العربية الإسرائيلية عام 1948، مع غالبية سكانها العرب، ليصبحوا لاجئين فلسطينيين في لبنان المجاور. وقد وصف خوري نفسه بأنه "مسيحي مؤمن". عاش خوري في لبنان حتى ستينيات القرن العشرين، ثم انتقل إلى ألمانيا للحصول على درجة علمية متقدمة.
حصل خوري على درجة الماجستير في الهندسة من معهد شتوتغارت للتكنولوجيا، قبل أن يحصل على درجة الماجستير في إدارة الأعمال من المعهد الأوروبي لإدارة الأعمال، INSEAD في فونتينبلو، فرنسا.

### حياة مهنية
في عام 1967، انتقل إلى الولايات المتحدة، حيث استقر في ريتشموند، فيرجينيا، وبنى مهنة في مجال الأعمال الدولية. كان السيد خوري عضوًا في مجلس إدارة مجموعة العليان في المملكة العربية السعودية (كرئيس تنفيذي لشركة العليان السعودية القابضة) وفي نيويورك (كرئيس تنفيذي لشركة العليان للتطوير) لأكثر من 20 عامًا. كما شغل عددًا من المناصب المدنية، منها رئيس مركز تطوير المنظمات غير الحكومية في القدس، ولجنة الأعمال الفلسطينية للسلام والإصلاح في واشنطن، والهيئة الاستشارية لكارتر في فلسطين، ورئيس الفرع المحلي لمنظمة "شركاء من أجل بداية جديدة"، التابعة لمعهد أسبن.
بعد توقيع اتفاقيات أوسلو بين إسرائيل ومنظمة التحرير الفلسطينية في عام 1993، والتي منحت سيادة محدودة للفلسطينيين في أجزاء من الضفة الغربية وقطاع غزة، عاد خوري إلى فلسطين من أجل إنشاء مشاريع تجارية هناك جنبًا إلى جنب مع العديد من رواد الأعمال الفلسطينيين الآخرين. ساهم في تأسيس شركة فلسطين للتنمية والاستثمار (باديكو)، أكبر شركة استثمار فلسطينية، وكذلك شركة المشروبات الوطنية الفلسطينية التي تصنع وتسوق منتجات كوكاكولا بموجب امتياز رسمي في الضفة الغربية وقطاع غزة. وكان أيضًا الرئيس التنفيذي لشركة جوال، شركة الاتصالات الفلسطينية الوحيدة ومزود خدمة الهاتف الخلوي.
وكان خوري منتقداً صريحاً للاحتلال الإسرائيلي للأراضي الفلسطينية، وقد التقى بمسؤولين في الحكومة الأميركية بصفته ممثلاً لمجتمع الأعمال الفلسطيني للتعبير عن قلقه إزاء آثار الاحتلال الإسرائيلي والحصار على الاقتصاد الفلسطيني. كما نشر مقالات افتتاحية في الصحف الأمريكية الكبرى تدين الممارسات الإسرائيلية وتدعو إلى المساواة في الحقوق للفلسطينيين.

## روابط خارجية
- زاهي خوري: "أربعة عقود من الاحتلال"، سان دييغو يونيون تريبيون (3 يونيو 2007) في SignonSanDiego.com
- زاهي خوري: "الأمور تسير على نحو أفضل مع الحقوق"، صحيفة وول ستريت جورنال (30 سبتمبر/أيلول 2006) على موقع Common Ground News